# Gaio Giunio Donato
Gaio Giunio Donato (latino: Gaius Iunius Donatus; fl. 257-260) è stato un politico romano.

## Biografia
Console suffetto dell'Impero romano prima del 257, anno in cui ricoprì il ruolo di praefectus urbi, per poi divenire console ordinario nel 260. Era forse imparentato con Gaio Mevio Donato Giuniano.